# House Tornado
House Tornado è il secondo album in studio del gruppo alternative rock statunitense Throwing Muses, pubblicato nel 1988.

## Tracce
1. Colder – 3:19
2. Mexican Women – 2:46
3. The River – 3:57
4. Juno – 2:03
5. Marriage Tree – 3:00
6. Run Letter – 5:02
7. Saving Grace – 2:38
8. Drive – 3:25
9. Downtown – 4:03
10. Giant – 3:53
11. Walking in the Dark – 4:39

Tracce aggiuntive Ed. 4AD
1. Garoux des larmes – 2:37
2. Pools in Eyes – 3:20
3. A Feeling – 3:09
4. Soap and Water – 2:26
5. And a She-Wolf After the War – 3:31
6. You Cage – 1:41

## Formazione
- Kristin Hersh – chitarra, voce, piano
- Tanya Donelly – chitarra, voce, percussioni
- Leslie Langston – basso, cori, percussioni
- David Narcizo – batteria, percussioni, cori

## Pubblicazione e formati
| Formato  | Casa discografica    | Numero di catalogo | Paese  | Anno |
| LP       | Sire Records         | 1-25710 25710-1    | US     | 1988 |
| LP       | 4AD                  | cad 802            | UK     | 1988 |
| LP       | Sire Records         | 925 710-1          | Europa | 1988 |
| Cassette | 4AD                  | cad c 802          | UK     | 1988 |
| CD       | Sire Records         | 9 25710-2          | USA    | 1988 |
| Cassette | Sire Records         | 9 25710-4, 4-25710 | USA    | 1988 |
| CD       | Sire Records         | 9 25710-2          | USA    | 1988 |
| LP       | 4AD                  | CAD 502            | UK     | 1988 |
| LP       | Sire Records         | 1-25710 25710-1    | USA    | 1988 |
| CD       | Wounded Bird Records | WOU 5710           | USA    | 2006 |